# Saint-Didier-sous-Écouves
Saint-Didier-sous-Écouves ist eine Ortschaft und eine ehemalige französische Gemeinde mit 133 Einwohnern (Stand 1. Januar 2022) im Département Orne in der Region Normandie (vor 2016 Basse-Normandie). Sie gehörte zum Arrondissement Alençon und zum Kanton Magny-le-Désert (bis 2015 Carrouges).
Mit Wirkung vom 1. Januar 2019 wurden die früheren Gemeinden Fontenai-les-Louvets, Livaie, Longuenoë und Saint-Didier-sous-Écouves zur  Commune nouvelle L’Orée-d’Écouves zusammengeschlossen und haben in der neuen Gemeinde den Status einer Commune déléguée. Der Verwaltungssitz befindet sich im Ort Livaie.

## Geographie
Saint-Didier-sous-Écouves liegt etwa 15 Kilometer nordwestlich von Alençon. Die Ortschaft gehört zum Regionalen Naturpark Normandie-Maine.

## Bevölkerungsentwicklung
| Jahr                      | 1962 | 1968 | 1975 | 1982 | 1990 | 1999 | 2006 | 2013 |
| Einwohner                 | 212  | 156  | 151  | 129  | 126  | 145  | 150  | 157  |
| Quelle: Cassini und INSEE |      |      |      |      |      |      |      |      |

## Sehenswürdigkeiten
- Kirche